# دوشینکوه
دوشینکوه، روستایی در دهستان توتان و مهمدان بخش بنت شهرستان نیک‌شهر در استان سیستان و بلوچستان ایران است.

## موقعیت جغرافیایی
روستای دوشینکوه بزرگ‌ترین روستای منطقه مهمدان است. که از شرق به روستای چراغ آباد و به بنت و از غرب به روستاهای استان هرمزگان شهرستان جاسک بخش لیردف روستای تنکدف و میسکنک و از شمال به روستای پشت بستان و از جنوب به شهرستان زرآّباد بخش کاروان راه دارد.
دوشینکوه آخرین روستای استان-شهرستان و بخش است و بعد از آن روستاهاس استان هرمزگان هستند که فقط کمتر از ده کیلومتر فاصله دارند.
دوشینکوه از مرکز بخش ۶۵کیلومتر فاصله دارد که ۴۰ کیلومتر آن جاده خاکی است.
دوشینکوه از مرکز شهرستان ۱۵۵ کیلومتر فاصله دارد.
دوشینکوه از مرکز استان ۶۲۵ کیلومتر فاصله دارد.

## امکانات روستا
- زمین چمن
- بوستان و پارک بازی
- مدارس ابتدایی و دبیرستان
- مرکز خدمات جامع سلامت روستایی
- پایگاه اورژانس
- کتابخانه

## جمعیت
بر پایه سرشماری عمومی نفوس و مسکن در سال ۱۳۹۵، جمعیت این روستا برابر با ۴۸۶ نفر (۱۴۸ خانوار) بوده است.